# 云南省昆明市人民检察院
云南省昆明市人民检察院是中华人民共和国云南省昆明市的检察机关。领导全市各基层人民检察院和派出检察院、专门人民检察院，依法履行法律监督职能。

## 历史沿革
1910年12月1日，成立昆明地方检察厅，1911年10月30日被撤销，1912年8月恢复，改称云南府地方检察厅，同年2月被撤销。1912年10月16日，成立昆明地方检察厅。1927年12月1日，成立昆明地方法院检察处。
1953年5月4日，成立昆明市人民检察署。1954年12月31日，改称昆明市人民检察院。1967年3月，昆明市人民检察院被实行军事管制。1968年10月被撤销。1979年2月5日，重建的昆明市人民检察院挂牌成立。

## 职责
1. 接受云南省人民检察院的领导，对市人民代表大会及其常务委员会负责并报告工作，接受市人民代表大会及其常务委员会的监督。
2. 依法向市人民代表大会及其常务委员会提出制定地方性法规的建议，对市人民代表大会及其常务委员会制定的地方性法规提出修改建议。
3. 领导全市两级人民检察院的工作，对下级检察院相关业务进行指导，研究制定全市检察工作总体规划，部署检察工作任务。
4. 依照法律规定对由市人民检察院直接受理的刑事案件行使侦查权。
5. 依照法律规定对由市人民检察院承办的刑事案件依法审查批准逮捕、决定逮捕、审查起诉、支持公诉。领导全市两级人民检察院开展对刑事案件的审查批准逮捕、决定逮捕，审查起诉、支持公诉工作。
6. 负责应由市人民检察院承办的刑事、民事、行政诉讼活动及刑事、民事、行政判决裁定等生效法律文书执行的法律监督工作，领导全市两级人民检察院对刑事、民事、行政诉讼活动及判决裁定等生效法律文书执行的法律监督工作。
7. 负责应由市人民检察院承办的提起公益诉讼工作，领导全市两级人民检察院开展提起公益诉讼工作。
8. 对履行职责中发现行政机关在行政诉讼中违反法律规定，可能影响公正审判的行为，提出检察建议，督促其纠正。
9. 负责应由市人民检察院承办的对监狱、看守所执法活动的法律监督工作，领导全市两级人民检察院开展对监狱、看守所执法活动的法律监督工作。
10. 受理向市人民检察院的控告申诉，领导全市两级人民检察院的控告申诉检察工作。
11. 对下级人民检察院在行使检察权中作出的决定进行审查，纠正错误决定。
12. 指导全市检察机关的理论研究工作。
13. 负责全市检察机关队伍建设和思想政治工作。领导全市两级人民检察院依法管理检察官及其他检察人员的工作，配合市委主管部门管理全市两级人民检察院的机构设置及人员编制，制定相关人员管理办法，组织指导全市检察机关教育培训工作。
14. 配合市委主管部门管理、考核昆明市基层人民检察院的检察长。配合市委组织部、县市区委管理基层人民检察院的班子成员。
15. 领导全市各级人民检察院的检务督察工作，牵头组织实施对基层人民检察院党组领导班子及其成员（不含党组主要负责人）的巡察工作。
16. 规划和指导全市检察机关的财务装备工作、检察技术与信息技术工作、司法警察警务职责和管理工作。
17. 行使法律规定的其他职权以及其他应当由市人民检察院承办的事项。

## 机构设置
职能部门
- 办公室
- 政治部
- 第一检察部
- 第二检察部
- 第三检察部
- 第四检察部
- 第五检察部
- 第六检察部
- 第七检察部
- 第八检察部
- 第九检察部
- 第十检察部
- 第十一检察部
- 法律政策研究室
- 案件管理办公室
- 检察技术与信息部
- 检务督察部
- 财务装备部
- 司法警察支队
- 综合办公室
- 干部人事办公室
- 宣传教育办公室
- 机关党委
- 离退休人员办公室

派出机构
- 驻云南省第一监狱检察室
- 驻云南省第二监狱检察室
- 驻云南省第二女子监狱检察室
- 驻昆明市看守所检察室
- 昆明市城郊地区人民检察院

所属单位
- 昆明市盘龙区人民检察院
- 昆明市五华区人民检察院
- 昆明市西山区人民检察院
- 昆明市官渡区人民检察院
- 昆明市呈贡区人民检察院
- 昆明市安宁市人民检察院
- 昆明市富民县人民检察院
- 昆明市晋宁区人民检察院
- 昆明市宜良县人民检察院
- 昆明市石林彝族自治县人民检察院
- 昆明市嵩明县人民检察院
- 昆明市禄劝彝族苗族自治县人民检察院
- 昆明市东川区人民检察院
- 昆明市寻甸回族彝族自治县人民检察院

## 历任领导
- 房永典（1959年1月－1962年8月）
- 张允文（1962年8月－1968年10月）
- 洪英（1978年11月－1981年6月）
- 张鸿奎（1981年7月－1983年10月）
- 丁允中（1983年10月－1991年5月）
- 崔向新（1991年5月－？）
- 赵建生
- 王汝能
- 沈曙昆（2011年5月－2015年7月）
- 王亚锋（2016年1月－2019年1月）
- 李晓红（2019年2月－2024年1月）
- 赵成武（2024年1月－2025年5月）
- 张维婷（2025年8月－）

## 荣誉
- 第三批全国文明单位（2011年）
- 全国检察机关首批“科技强检示范院”（2015年）
- 全国检察宣传先进单位（2016年）
- 全国维护妇女儿童权益先进集体（2017年）
- 全国检察机关文明接待示范窗口（2017年）